# Luza (folyó)
A Luza (oroszul: Луза) folyó Oroszország európai részén, Komiföldön, a Kirovi- és a Vologdai területen; a Jug jobb oldali mellékfolyója.

## Földrajz
Hossza: 574 km, vízgyűjtő területe: 18 300 km², évi közepes vízhozama (a torkolattól 99 km-re): 117 m³/sec.
A Kirovi terület északi részén ered. Egy rövid szakasz után Komiföld délnyugati részén folytatja útját észak felé. Lejjebb újra a Kirovi területen, nyugat felé halad és a Vologdai területen, kelet felől ömlik a Jugba, mely 35 km-rel lejjebb egyesül a Szuhonával.
Eső és főként hóolvadék táplálja. Október végén, novemberben befagy, a jégzajlás április második felében, május elején kezdődik.
Jelentősebbek jobb oldali mellékfolyói: a Lopju (107 km), a Porub (127 km), a Lehta (146 km) és a Lala (172 km).
Partján  épült a Kirovi terület legészakibb városa, a folyó nevét viselő Luza.